# تغير معنوي
تغير معنوي في علم المعاني هو أي تغير يطرأ على معنى الكلمة مع مر الزمن.